# Karl Hildenbrand

Karl Hildenbrand

Karl Jakob Friedrich Hildenbrand (* 30. Januar 1864 in Pforzheim; † 4. September 1935 in Hamburg) war ein deutscher Politiker der SPD.

## Leben und Beruf
Nach dem Besuch der Bürgerschule in Pforzheim absolvierte Hildenbrand von 1880 bis 1883 eine Lehre als Schriftsetzer. Anschließend war er als Geselle an verschiedenen Orten in Deutschland und der Schweiz tätig. Von 1892 bis 1902 war er Redakteur der Schwäbischen Tagwacht. Er engagierte sich im Deutschen Buchdruckerverband. Vom 1. Dezember 1918 bis 1924 war er württembergischer Gesandter bei den Hansestädten in Hamburg und beim Deutschen Reich. Nach der „Machtergreifung“ der Nationalsozialisten 1933 wurde er verhaftet und nach fünf Monaten entlassen, ohne dass Anklage gegen ihn erhoben worden wäre.
Karl Hildenbrand wurde auf dem Friedhof Ohlsdorf beigesetzt. Die Grabstätte liegt im Planquadrat P 22 nahe der Waldstraße.

## Partei
Hildenbrand war Mitglied der SPD und gehörte dem Landesvorstand der Partei in Württemberg an.

## Abgeordneter
Hildenbrand war von 1900 bis 1913 Landtagsabgeordneter in Württemberg. Von 1903 bis 1918 gehörte er dem Reichstag des Kaiserreiches für den Wahlkreis Württemberg 1 Stuttgart, den er jeweils mit absoluter Mehrheit gewann, an. 1919/20 war er Mitglied der Weimarer Nationalversammlung. Anschließend war er bis November 1932 erneut Reichstagsabgeordneter.